# Ланже (замок)
Замок Ланже́ [ланжэ] (фр. château de Langeais) во французском департаменте Эндр и Луара был заложен в конце X века анжуйским графом Фульком Нерра (родоначальником династии Плантагенетов) на нависшей над долиной Луары скале. В XII веке замок был расширен его потомком Ричардом Львиное Сердце.
Филипп II Август отвоевал Ланже у анжуйских графов в 1206 году, затем он был частично разрушен англичанами в Столетнюю войну. От здания той эпохи сохранился фасад главной башни, прозванной «донжон Фулька Чёрного», — он считается самой старой сохранившейся каменной крепостью во Франции. Вся остальная часть замка была построена во второй половине XV века, при Людовике XI. В 1491 году в замке Ланже состоялась свадьба сына Людовика короля Карла VIII и герцогини Анны Бретонской.